# Myštice

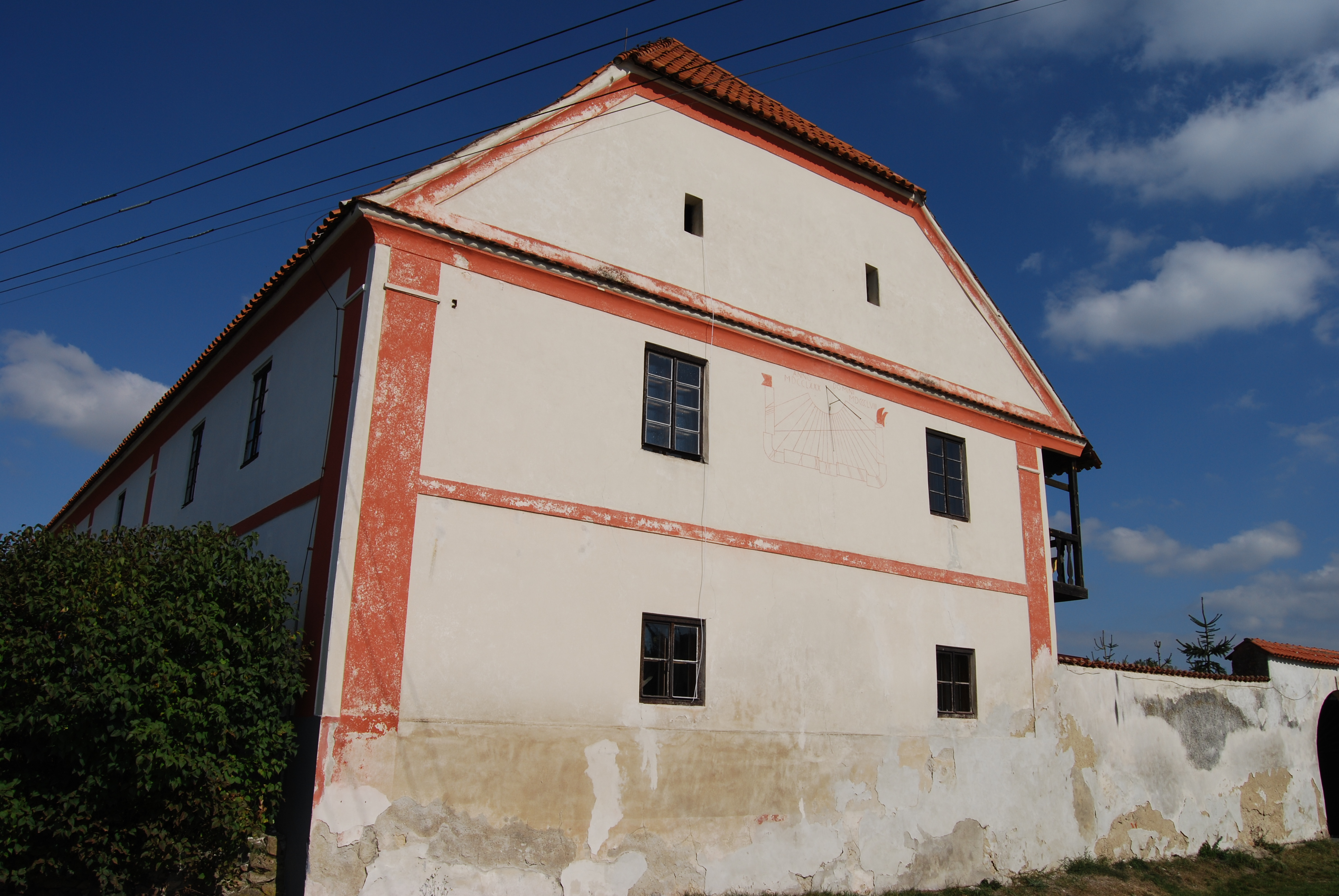
Ausspanne U Labutě

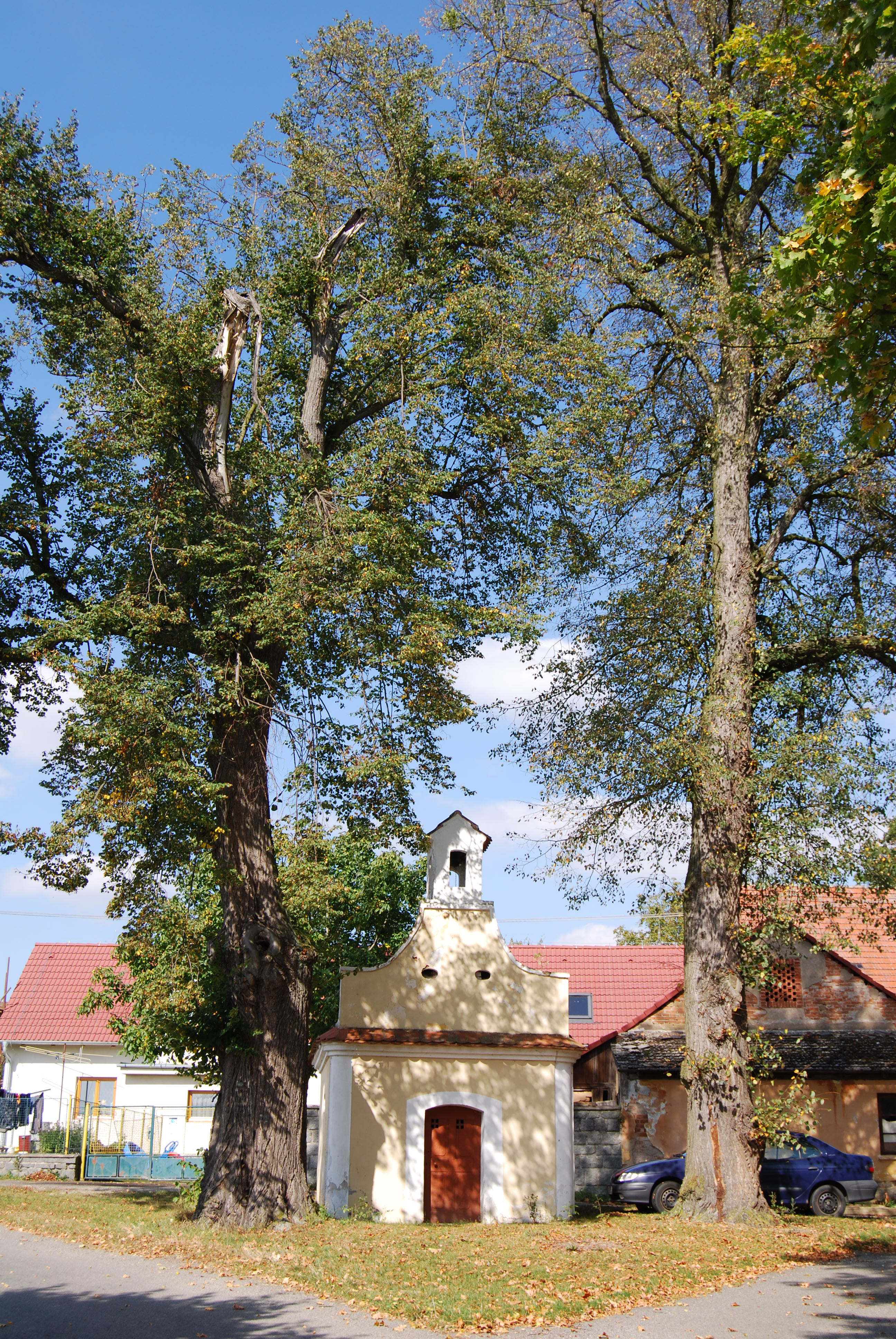
Kapelle in Myštice

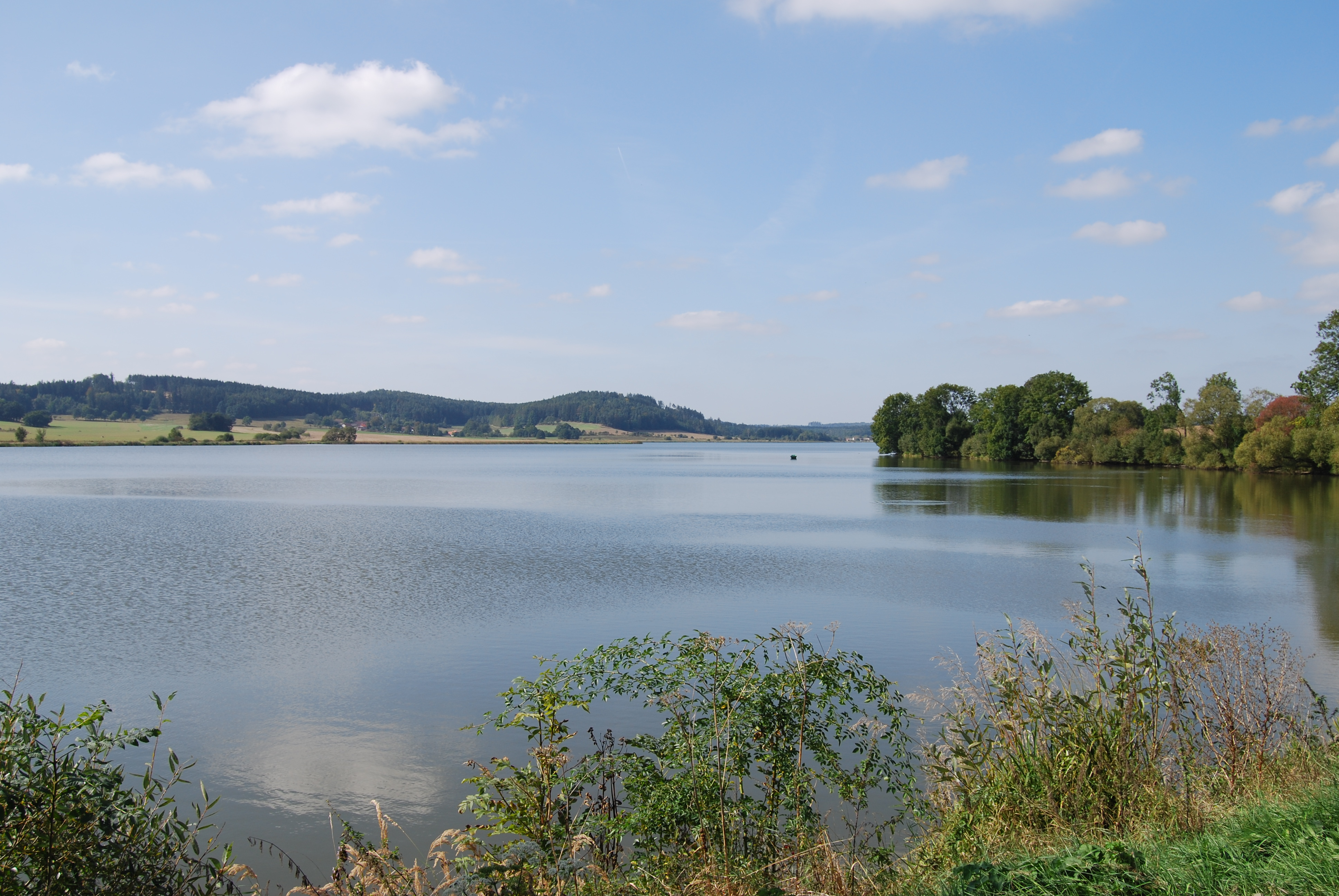
Labuť

Myštice (deutsch Mischtitz) ist eine Gemeinde in Tschechien. Sie liegt sieben Kilometer nordöstlich von Blatná in Südböhmen und gehört zum Okres Strakonice.

## Geographie

### Geographische Lage
Myštice befindet sich linksseitig über dem Tal des Baches Kostratecký potok im Hügelland Blatenská pahorkatina. Nordöstlich erstreckt sich der Teich Labuť. Nordöstlich erhebt sich der Křemenec (559 m), im Osten der Hrad (574 m), westlich der Soudný (516 m) sowie im Nordwesten der Na Červenkách (500 m). Durch Myštice führt die Staatsstraße II/175 zwischen Blatná und Mirovice.

### Gemeindegliederung
Die Gemeinde Myštice besteht aus den Ortsteilen Kožlí (Koschel, früher Kozly), Laciná (Wohlfeil, früher Latschina), Myštice (Mischtitz), Střížovice (Strischowitz), Svobodka (Swobodka, früher Lobodka), Vahlovice (Wachlowitz, früher Wahlowitz) und Výšice (Wischitz, früher Weyschitz) sowie den Ansiedlungen Chrást (Chrast), Dvořetice (Dworetitz), Labuť (Labud), Nevželice (Newtschelitz) und Ostrov (Wostrow).

### Nachbargemeinden
Nachbarorte sind Nevželice, Uzenice und Ostrov im Norden, Drtina, Svobodka, Na Krůvka und Kožlí im Nordosten, Chrást, Výšice und Komárov im Osten, Kostřata, Lučkovice, Brabčulka und Kopaniny im Südosten, Míreč, Nový Mlýn, Čermák und Laciná im Süden, Dvořetice und Vahlovice im Südwesten, Újezd u Skaličan und Střížovice im Westen sowie Chobot und Černívsko im Nordwesten.

## Geschichte
Das Lehndorf entstand am Kreuzungspunkt von fünf Handelswegen und war in der Mitte des 14. Jahrhunderts das westlichste Dorf der Kronherrschaft Klingenberg. Die erste schriftliche Erwähnung von Dmejštice erfolgte im Jahre 1348 als König Karl I. das königliche Dorf von Klingenberg abtrennte und dem Hofmeister seiner Frau Blanca Margarete, Hugo von Donnerstein (Huk z Donrštejnu) überschrieb, der es seiner Burgherrschaft Křikava zuschlug. Nachfolgender Besitzer war der Küchenmeister Wenzels IV., Jindřich Kolman von Křikava. Dieser verkaufte 1418 zusammen der Burg Křikava auch das Dorf Mišek einschließlich zwei Kmetenhöfen (dvory kmetcí) in Černívsko, der Wiese "Velká" bei Zaroždice und einer Mühle an Peter Zmrzlík von Schweißing auf Worlik. Nachdem die Hussiten die Burg Křikava und die Pfarrkirche Černívsko niedergebrannt hatten, wurden Myštice und die umliegenden Ortschaften nach Pohoří umgepfarrt. Später erwarben die Lev von Rosental das Dorf und schlossen es an die Herrschaft Blatná an. Im Jahre 1492 erhielt Zdeniek Lev von Rosental durch König Vladislav II. Jagiello die Bewilligung zur Anlegung eines Teiches im Tal des Kostratecký potok bei Střížovice. Zum Ende des 16. Jahrhunderts wurde der Teich Střížovický rybnik vergrößert. Der neue, deutlich höhere Damm, wurde in Myštice, etwa einen Kilometer unterhalb des alten Dammes errichtet und das Dorf Zároždice überflutet. Im Laufe der Zeit wurde der Střížovický rybnik wegen seiner Form als Labuť (Schwan) bezeichnet. Nachfolgende Besitzer waren die Herren von Sternberg, die Rozdrazowsky von Rozdrazow, die Grafen Serényi von Kis-Serény und ab 1798 die Freiherren Hildprandt von und zu Ottenhausen. Im Jahre 1840 bestand Mischtitz / Misstice aus 14 Häusern mit 107 tschechischsprachigen Einwohnern. Unterhalb des Dorfes lagen im Tal das Wirtshaus Labut (U Labutě) und eine Mühle. Zudem befand sich bei Mischtitz ein herrschaftlicher Kalksteinbruch. Pfarrort war Pohoř (Pohoří). Bis zur Mitte des 19. Jahrhunderts blieb Mischtitz immer der Herrschaft Blatná untertänig.
Nach der Aufhebung der Patrimonialherrschaften bildete Myštice / Mischtitz ab 1850 einen Ortsteil der Gemeinde Vahlovice /Wahlowitz in der Bezirkshauptmannschaft und dem Gerichtsbezirk Blatná. Am 11. August 1919 wurde die Gemeinde Váhlovice, die bis dahin die flächenmäßig größte des Bezirkes Blatná war, aufgeteilt. Dabei entstand die Gemeinde Myštice mit den Ortsteilen Chobot 2. díl, Nevželice und Střížovice. Im Zuge der Aufhebung des Okres Blatná wurde Myštice 1960 dem Okres Strakonice zugeordnet. Im Jahre 1964 erfolgte die Eingemeindung von Kožlí (mit Svobodka), Vahlovice (mit Dvořetice und Laciná) sowie Výšice (mit Ostrov); Chobot 2. díl wurde zugleich nach Uzenice umgemeindet.

## Gemeindepartnerschaften
- Rüti bei Riggisberg, seit 2008 Riggisberg, Schweiz[3]

## Kultur und Sehenswürdigkeiten
- Teich Labuť, er ist mit einer Fläche von 108,5 ha der größte Teich im Blatnáer Land
- Historische Ausspanne U Labutě unterhalb des Teichdammes. Der aus dem 16. Jahrhundert stammende Gasthof mit großem Saal und Holzbalkendecke wurde 1972–1977 saniert. Eine Besonderheit ist ein historisches Gästebuch.
- Kapelle in Myštice
- Wegkreuz bei Myštice